# Isaac del Rivero Sr.
Isaac del Rivero de la Llana (Colunga, 7 de agosto de 1931-Gijón, 15 de enero de 2019) fue un dibujante guionista, ilustrador y editor español, y principal impulsor de muchas actividades que fueron llevadas a cabo en Asturias para promoción del cine para la infancia y la juventud.

## Biografía
Su pasión de niño no era el dibujo sino el cine, pero a medida que crecía el interés por aquel aumentaba. Tras desempeñar numerosos trabajos no acordes con sus cualidades artísticas, Isaac presentó al diario La Nueva España unas tiras que fueron aceptadas, por lo que comenzó a trabajar allí en 1953. Ese mismo año presentó su primer trabajo, Niños. Además, empezó a trabajar como publicista gráfico. Fue en esta época cuando creó la revista Kikelín (1960).
En 1963, Isaac del Rivero propone al Ayuntamiento de Gijón la creación de un certamen de cine exclusivamente para niños: el Certamen Internacional de Cine para la Infancia y la Juventud. La propuesta es bien acogida e Isaac se puso al frente de la dirección, hasta 1981. Durante el Certamen de Cine y en los años sucesivos Isaac del Rivero también inició nuevos proyectos. Siguió promoviendo publicaciones, como Películas y Cómics del Far West (1971), Espolique (1971), La Rana Verde (1978), Tapón (1989) o El Gomeru (1993) y en 1973 organizó la I Muestra Internacional de Publicaciones Infantiles y Juveniles de la que se celebrarían seis ediciones y el Salón Internacional de Vídeo Cine de Oviedo (1983). Además dirigió también el Certamen Europeo de Cine Rural y de la Pesca de Candás (1990) y la Semana del Cómic al Cine de Dibujos Animados (1991).
Uno de sus hijos, Isaac Miguel del Rivero, también es dibujante.
Los últimos años de su vida sufrió un proceso degenerativo como consecuencia de la enfermedad de Alzheimer, que le provocó la muerte. Falleció el día 14 de enero de 2019 en la ciudad de Gijón, España.

## Premios
Su profesionalidad y entrega fueron recompensados con numerosos galardones que demuestran el valor de su trayectoria como dibujante, al mismo tiempo que su compromiso en la promoción del mundo del cómic y del cine. 
De esta manera, en 1973 recibe el Aro de Plata de Valencia y en 1976 la Venus de Barcelona, ambos por su labor de promoción del cine para niños. Además, en reconocimiento los servicios al cómic se le otorga el Diploma de Honor de la National Cartoonists Society de los Estados Unidos y el Premio Alfonso Iglesias, por la versión en cómic de Doña Berta de Leopoldo Alas Clarín. 
Está en posesión, también, del reconocimiento por parte de la OMS (Organización Mundial de la Salud), dentro del servicio de comunicaciones por su labor como director del Certamen de Cine. 
Finalmente, en 2012, se le otorgó la Medalla de Plata del Ayuntamiento de Gijón, en reconocimiento a su labor, coincidiendo este reconocimiento con el 50.º Aniversario del Festival de Cine.

## Reconocimientos póstumos

### Premio Isaac del Rivero en FICX
Tras su fallecimiento, en reconocimiento de la creación por parte de Isaac del Rivero del Certamen Internacional de Cine para la Infancia y la Juventud, el Festival Internacional de Cine de Gijón instauró un premio con su nombre que reconoce la trayectoria artística de profesionales con vinculación a Asturias.

## Obra
| Años | Título                              | Guionista                        | Tipo       | Publicación             |
| ---- | ----------------------------------- | -------------------------------- | ---------- | ----------------------- |
| 195- | Junguer, el Solitario               |                                  | Serie      | La Nueva España         |
| 1980 | Dos historias del Oeste             | Isaac del Rivero Sr.             | Monografía | San Román: Tumi, num. 2 |
| 1989 | Jovellanos, la aventura de la razón | Isaac del Rivero Sr., Paco Abril | Serie      | Tapón                   |
| 1990 | Cuentos de aldea                    | Amaro                            | Serie      | Tapón                   |
| 1995 | Jovellanos                          | Juan José Plans                  | Serie      | El Comercio             |
| 1995 | Jovellanos, la aventura de la razón |                                  | Monografía | Trabe                   |
| 1996 | Jovellanos                          |                                  | Monografía | Esmena                  |
| 1998 | La Regenta                          |                                  | Monografía |                         |
| 2006 | Adiós Cordera                       | Isaac del Rivero Sr.             | Monografía | Conseyería de Xusticia  |
| 2012 | Doña Berta                          | Isaac del Rivero Sr.             | Monografía | Trabe                   |